# Металлострой (платформа)
Металлостро́й — остановочный пункт на московском направлении Санкт-Петербургского отделения Октябрьской железной дороги. Расположен на юге Санкт-Петербурга, на территории МО «посёлок Металлострой» рядом с дорогой на Металлострой. Остановочный пункт состоит из двух платформ — боковой (поезда от Санкт-Петербурга) и островной (на Санкт-Петербург), доступ к платформам возможен только через пешеходный мост.
Восточнее остановочного пункта расположено Моторвагонное депо Санкт-Петербург — Московское.
На остановочном пункте останавливается большинство проходящих через него электропоездов.

## Фотографии

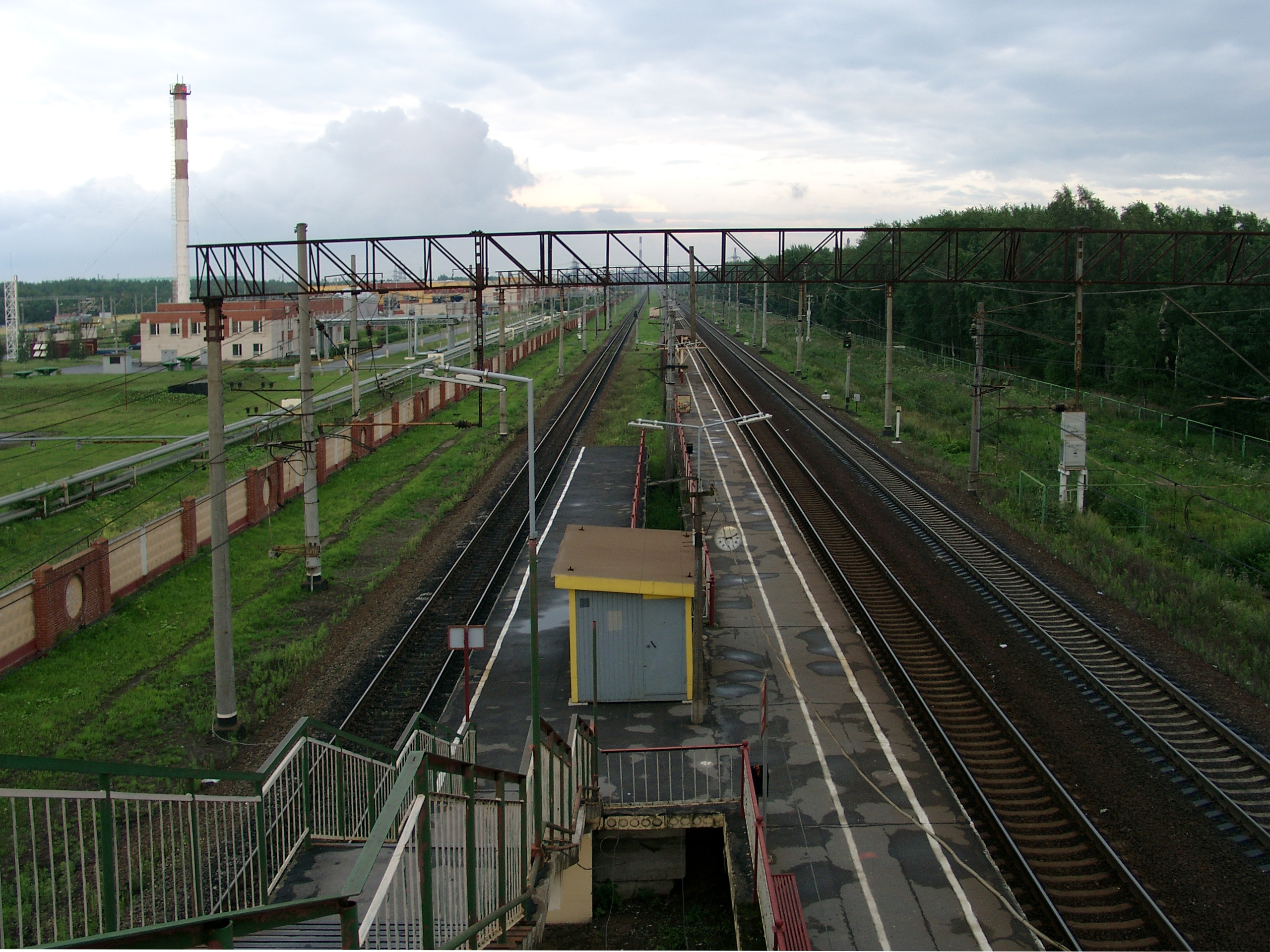
Вид с надземного перехода на юго-восток, в сторону пл. Ижорский завод
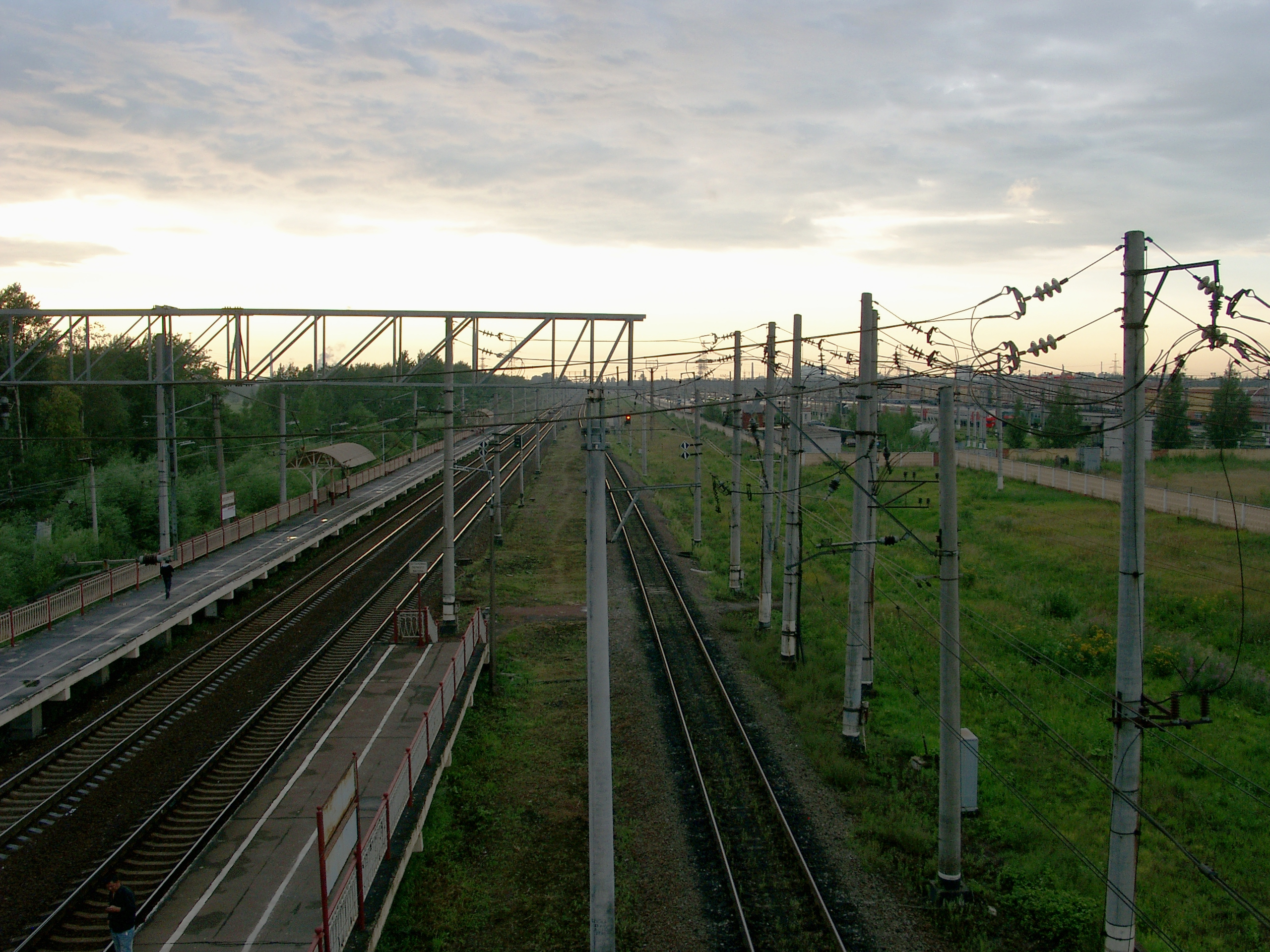
Вид с надземного перехода на северо-запад, в сторону пл. Славянка
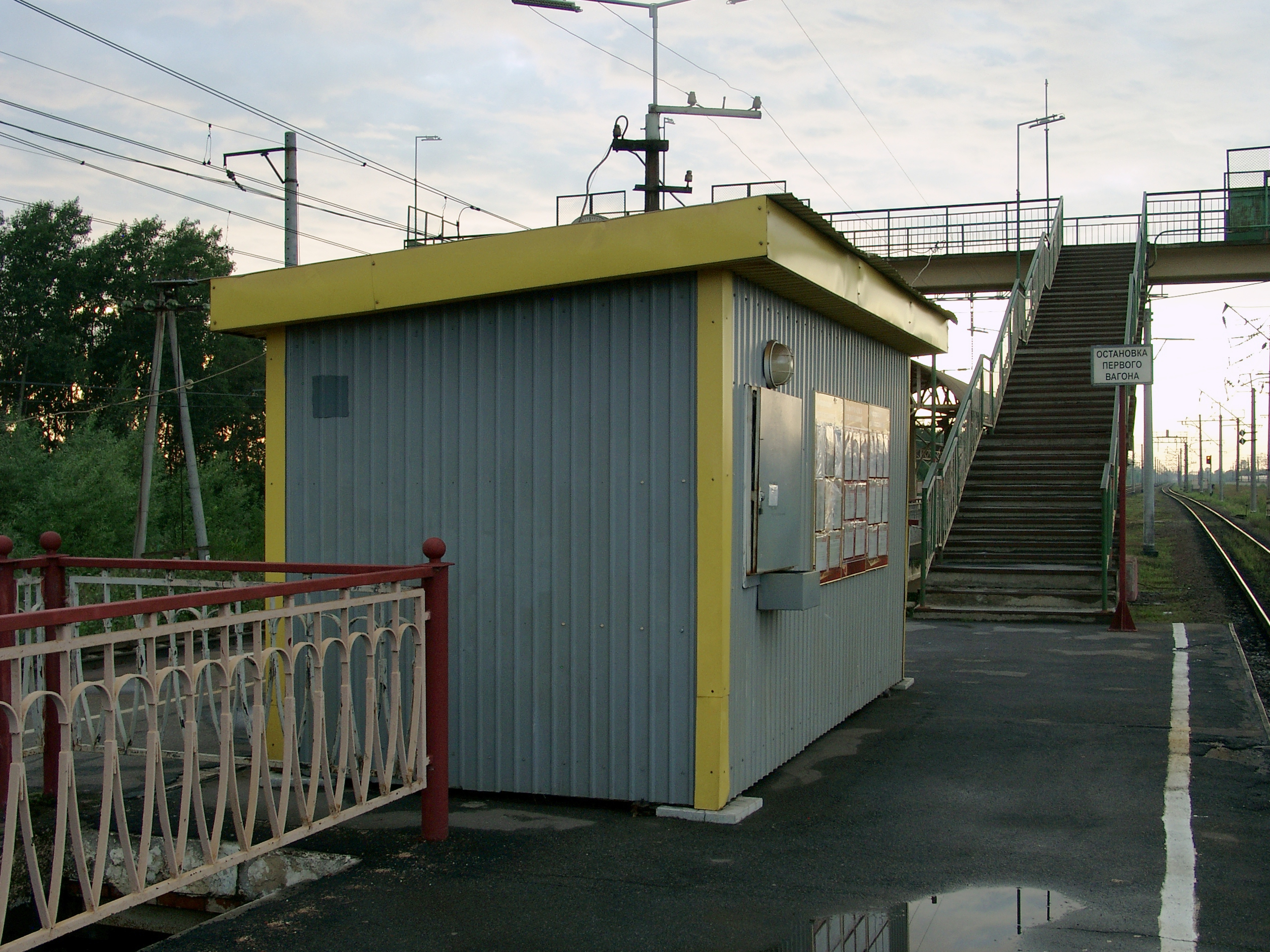
Помещение билетной кассы
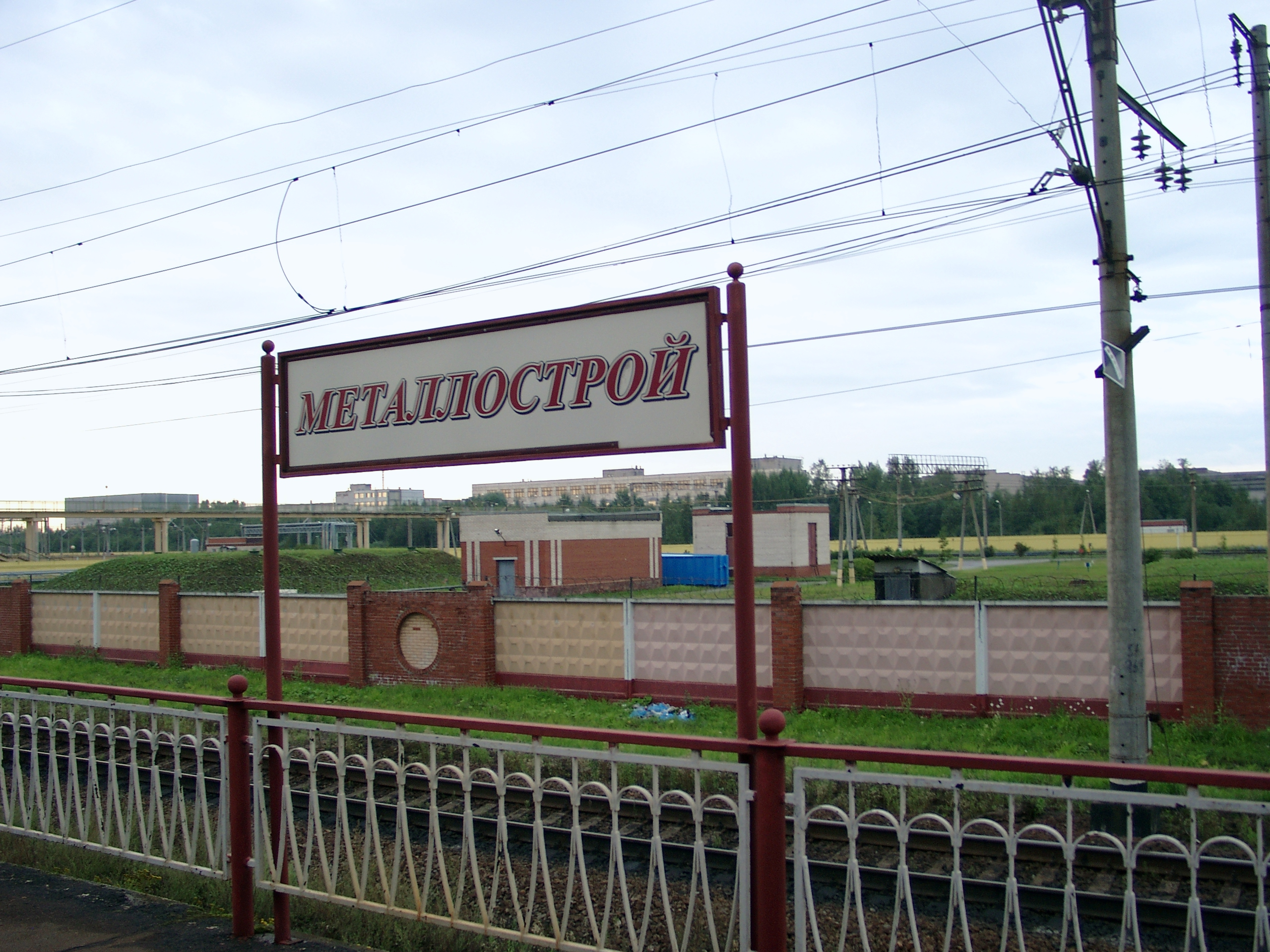
Указатель с названием платформы

### Расписание электропоездов
- Расписание пригородных поездов. Яндекс.Расписания.
- Расписание пригородных поездов на tutu.ru